# Hudson River Wind Meditations
Hudson River Wind Meditations es el vigésimo álbum de música de meditación de Lou Reed, lanzado en 2007. 
Este es un trabajo diferente a su común actitud roquera impulsado por la práctica de Tai Chi de Reed en estos últimos años. Su nombre proviene de uno de los signos más reconocibles de New York, el río Hudson. Su música sirve para relajar el cuerpo, la mente y el espíritu, usada para Tai Chi y ejercicios. El arte de tapa es una foto tomada por Lou Reed.

## Lista de temas
Todos los temas escritos e interpretados por Lou Reed
1. Move Your Heart - 28:54
2. Find Your Note - 31:35
3. Hudson River Wind (Blend the Ambiance) - 1:50
4. Wind Coda - 5:23

## Personal
- Héctor Castillo: Ingeniería, Mezclas
- Emily Lazar: Remasterización
- Mark Mahaney: Asistente de fotografía
- Chad Morgan: Diseño del empaque
- Karen Polaski: Diseño del empaque
- Lou Reed: Productor, Ingeniería, Mezclas, Intérprete, Productor Ejecutivo, Autor, Tapa